# Eric Bana
Pour les articles homonymes, voir Bana.
Eric Banadinović, dit Eric Bana, né le 9 août 1968 à Melbourne, dans l'État de Victoria, est un acteur australo-américain.

## Biographie

### Jeunesse et révélation
Eric Martin Andrew Banadinović naît le 9 août 1968 à Melbourne (Victoria) d’un père croate et d’une mère allemande. Il débute comme humoriste de stand-up. Après s'être rodé durant plusieurs années au cabaret, il s'impose en 1993 lorsqu'il rallie l'équipe de l'émission humoristique Full Frontal : ses talents d'imitateur ne tardent pas à en faire l'un des interprètes favoris du programme.
Contre toute attente, Eric Bana change littéralement de registre et se transforme physiquement pour tenir le rôle-titre du sulfureux thriller Chopper (2000) d'Andrew Dominik. Son étonnante prestation de redoutable criminel est unanimement saluée et lui vaut de recevoir les prix de l'Australian Film Critics Circle (en 2001) et de l'Australian Film Institute.

### Percée à Hollywood (années 2000)

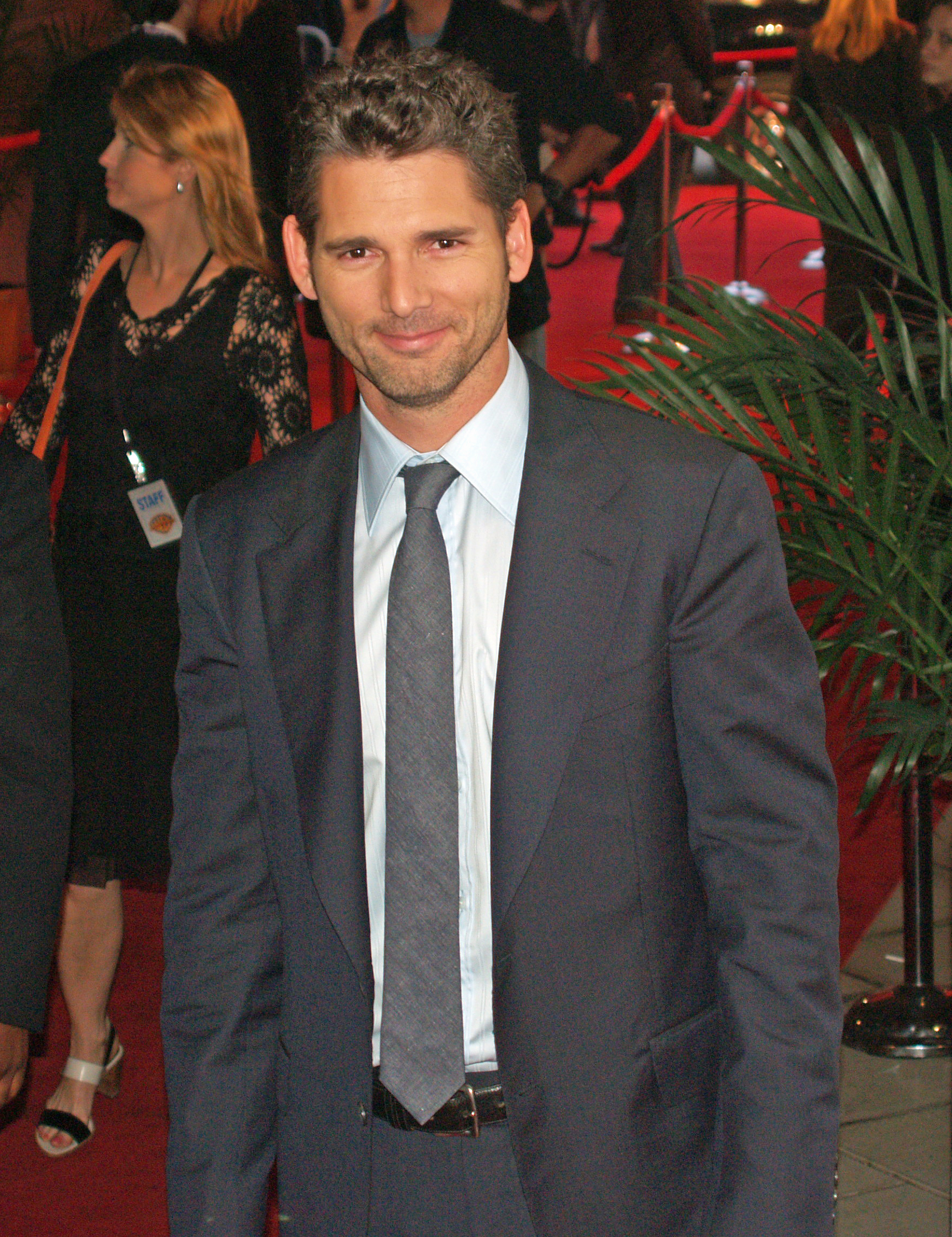
L'acteur au festival de Tribeca 2007, pour la présentation de Lucky You.

Il débarque à Hollywood où il fait partie de la jeune garde du cinéma réunie par le cinéaste Ridley Scott pour son film de guerre La Chute du faucon noir (2001), traitant de la débâcle de la mission américaine à Mogadiscio, en Somalie, en 1993. L'acteur y interprète le sergent Norm « Hoot » Gibson, un soldat d'élite de la Delta Force, aux côtés de Josh Hartnett et Ewan McGregor.
Par la suite, il enchaîne des projets sous la direction de grands cinéastes : en 2003, il incarne Bruce Banner dans Hulk (2002), adaptation d'un comic book signée Ang Lee ; il se glisse dans la peau du prince Hector dans Troie (2003), récit de l’Iliade revisité par Wolfgang Petersen, partageant l'affiche avec Brad Pitt ; il tient le rôle principal du drame historique de Steven Spielberg, Munich, qui relate la prise d’otages pendant les Jeux olympiques de 1972. Puis il partage l'affiche de la romance Lucky You (2007), avec Drew Barrymore, devant la caméra de Curtis Hanson.
En 2008, il incarne Henri VIII pour le film en costumes Deux Sœurs pour un roi, de Justin Chadwick : ses partenaires y sont Natalie Portman et Scarlett Johansson.
L'année suivante, sortent trois longs métrages marquant son passage au second plan : c'est maquillé qu'il incarne Néro, le principal antagoniste du blockbuster de science-fiction Star Trek, réalisé par J. J. Abrams. Puis il tient aussi un second rôle dans la comédie dramatique Funny People, écrite et réalisée par Judd Apatow. Enfin, il partage l'affiche de la comédie romantique fantastique Hors du temps, avec Rachel McAdams, mais les critiques sont très mauvaises.

### Années 2010

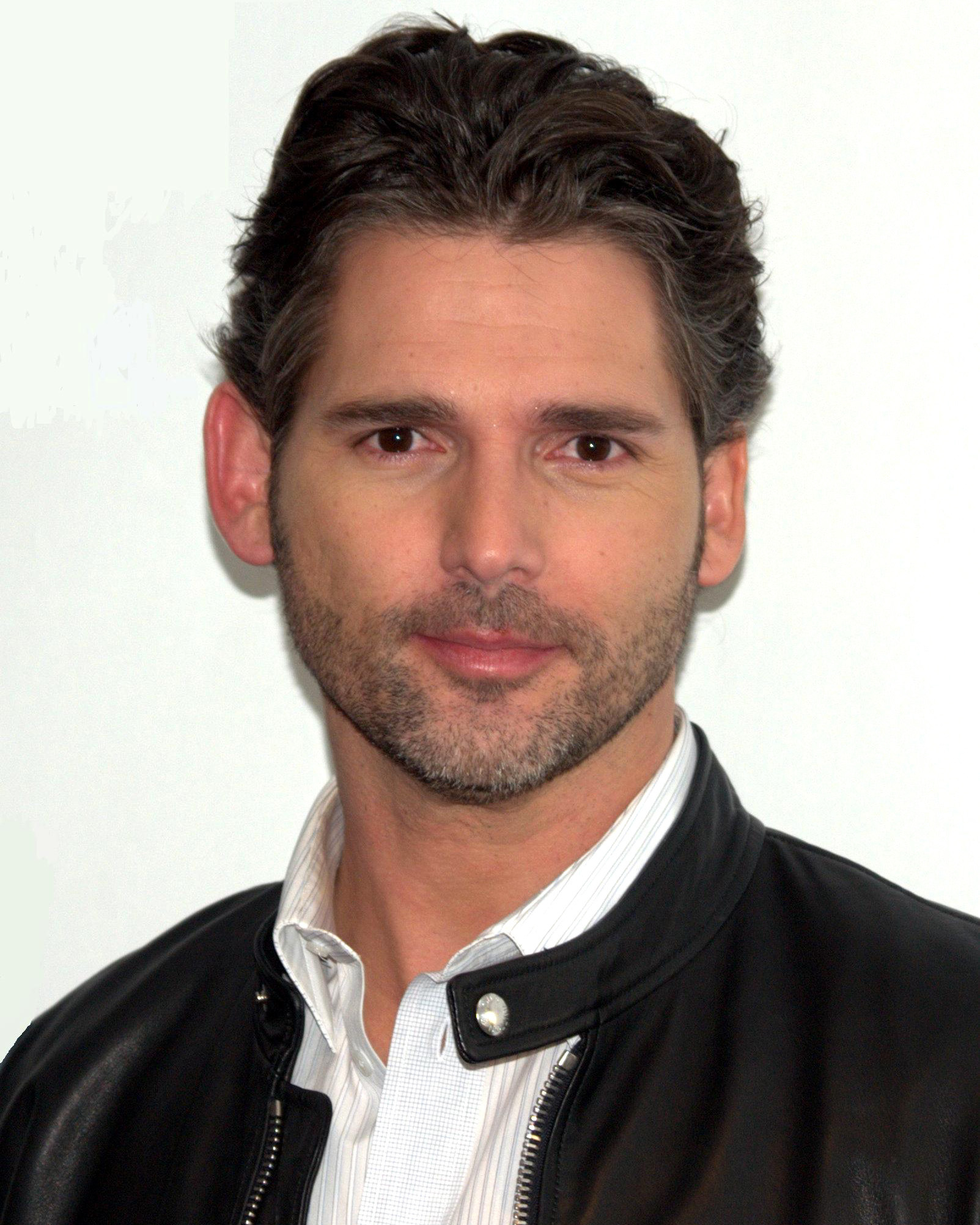
L'acteur au Festival de Tribeca 2009, pour la présentation de son documentaire Love the Beast, dédié à l'automobile.

Durant la décennie suivante, la carrière de l'acteur s’affaiblit, passant à des productions moins exposées médiatiquement.
En 2011, il seconde Saoirse Ronan, titulaire du rôle-titre du drame Hanna, réalisé par Joe Wright. Puis en 2012, il partage l'affiche du thriller indépendant Cold Blood avec Olivia Wilde. L'année suivante, il porte le thriller politique Closed Circuit avec Rebecca Hall, tout en faisant partie du casting réuni par Peter Berg pour son drame de guerre Du sang et des larmes, porté par Mark Wahlberg. Finalement, en 2014, il passe au film d'horreur avec Délivre-nous du mal, de Scott Derrickson.
En 2016, il tient des seconds rôles dans trois films : le film d'action The Finest Hours, porté par Chris Pine ; il accompagne Ricky Gervais dans sa comédie Special Correspondents, produite pour Netflix ; puis retrouve un cinéaste réputé, Jim Sheridan, pour le drame historique Le Testament caché, porté par Rooney Mara.
L'année suivante, il tient un second rôle dans le blockbuster Le Roi Arthur : La Légende d'Excalibur, réalisé par Guy Ritchie, avec Charlie Hunnam dans le rôle-titre. Puis il partage l'affiche du drame historique Forgiven, de Roland Joffé, avec Forest Whitaker.
Il accepte finalement de passer à la télévision, tenant le premier rôle de la mini-série Dirty John, où il a pour partenaires Connie Britton et Juno Temple.
En 2025, il tient le rôle principal de Kyle Turner, un agent du parc national Yosemite dans la série policière Une nature sauvage, produite par Warner Bros. Television et diffusée sur Netflix.

### Vie privée
Il est marié à Rebecca Gleeson, avec qui il a eu deux enfants : Klaus (en 1999) et Sophia (en 2002).

## Filmographie

### Cinéma
Années 1990-2010
- 1997 : Une maison de rêve (en) (The Castle) de Rob Sitch : Con Petropoulos
- 2000 : Chopper d'Andrew Dominik : Marc Brandon « Chopper » Read
- 2001 : La Chute du faucon noir (Black Hawk Down) de Ridley Scott : Le sergent Norm « Hoot » Gibson
- 2002 : The Nugget (en) de Bill Bennett (en) : Lotto
- 2003 : Hulk d'Ang Lee : Bruce Banner
- 2004 : Troie (Troy) de Wolfgang Petersen : Hector
- 2005 : Munich de Steven Spielberg : Avner Kauftmann
- 2007 : Lucky You de Curtis Hanson : Huck Cheever
- 2007 : Romulus, my father de Richard Roxburgh : Romulus
- 2008 : Deux Sœurs pour un roi (The Other Boleyn Girl) de Justin Chadwick : Henri VIII
- 2009 : Funny People de Judd Apatow : Clarke
- 2009 : Star Trek de J. J. Abrams : Nero
- 2009 : Hors du temps (The Time Traveler’s Wife) de Robert Schwentke : Henry DeTamble
- 2009 : Mary et Max (Mary and Max) d'Adam Elliot : Damian Papadopoulos (voix)

Années 2010-2024
- 2011 : Hanna de Joe Wright : Erik Heller
- 2012 : Cold Blood (Deadfall) de Stefan Ruzowitzky : Addison
- 2013 : Closed Circuit de John Crowley : Martin Rose
- 2013 : Du sang et des larmes (Lone Survivor) de Peter Berg : Erik S. Kristensen
- 2014 : Délivre-nous du mal  (Deliver Us from Evil), de Scott Derrickson : Ralph Sarchie
- 2016 : The Finest Hours de Craig Gillespie : Daniel Cluff
- 2016 : Special Correspondents de Ricky Gervais : Frank Bonnevill
- 2016 : Le Testament caché (The Secret Scripture) de Jim Sheridan : Dr William Grene
- 2017 : Le Roi Arthur : La Légende d'Excalibur (King Arthur: Legend of the Sword) de Guy Ritchie : Uther Pendragon
- 2018 : Forgiven de Roland Joffé : Piet Blomfeld
- 2020 : Canicule (The Dry) de Robert Connolly : Aaron Falk
- 2021 : Retour au bercail (Back to the Outback) de Harry Cripps et Clare Knight : Chaz (voix)
- 2022 : Tic et Tac, les rangers du risque (Chip 'n Dale: Rescue Rangers) d'Akiva Schaffer : Monterey Jack
- 2022 : Blueback : Une amitié sous-marine (Blueback) de Robert Connolly : "Mad" Macka
- 2024 : Berlin Nobody de Jordan Scott : Ben Monroe (également producteur délégué)
- 2024 : Sauvage : Canicule 2 (Force of Nature: The Dry 2) de Robert Connolly : Aaron Falk
- 2024 : Mémoires d'un escargot (Memoir of a Snail) d'Adam Elliot : James (voix)

### Télévision
- 1993-1997 : Full Frontal (en) (série télévisée) : divers personnages
- 1997 : The Eric Bana Show Live (en) (talk-show, comédie) : divers personnages
- 1999-2000 : All Saints (en) (série télévisée) : Rob Biletsky (3 épisodes)
- 2000–2001 : Something in the Air (en) (série télévisée) : Joe Sabatini (202 épisodes)
- 2009 : Top Gear (saison 14 épisode 1) séquence Star dans une voiture petit budget
- 2018 : Dirty John : John Meehan (8 épisodes)
- 2025 : Une nature sauvage (Untamed) (mini-série) : Kyle Turner (6 épisodes)

## Voix françaises
En France, Bruno Choël et Julien Kramer sont les voix françaises les plus régulières d'Eric Bana. Franck Capillery et Jérémie Covillault l'ont également doublé à deux occasions.
Au Québec, il est régulièrement doublé par Jean-François Beaupré.
En France
| - Bruno Choël dans : - Funny People - The Finest Hours - Le Testament caché - Forgiven - Dirty John (en) (série télévisée) - Julien Kramer dans : - Hulk - Star Trek - Du sang et des larmes - Le Roi Arthur : La Légende d'Excalibur - Franck Capillery dans : - Troie - Lucky You - Jérémie Covillault dans : - Délivre-nous du mal - Special Correspondents | - Karim Barras dans : - Canicule - Berlin Nobody Et aussi - Boris Rehlinger dans La Chute du faucon noir - Philippe Valmont dans Munich - Jean-Yves Berteloot dans Deux Sœurs pour un roi - Pierre-Arnaud Juin dans Hors du temps - Pierre-François Pistorio dans Hanna - Emmanuel Gradi dans Cold Blood - Bernard Gabay dans Closed Circuit - Bruno Magne dans Retour au bercail (voix) - Paul Borne dans Tic et Tac, les rangers du risque (voix) - Slimane Yefsah dans Une nature sauvage (série télévisée) |

Au Québec
| - Jean-François Beaupré dans : - Troie - Deux Sœurs pour un roi - Drôle de monde - Star Trek - Le temps n'est rien - Délivrez-nous du mal - Les Heures de gloire | Et aussi - François L'Écuyer dans La Chute du faucon noir - Jean-Marie Moncelet dans Trouver Nemo (voix) |